# Kathryn Adams
Pour l’article homonyme, voir Kathryn Adams Doty.
Kathryn Adams, née Ethalinda Colson, est une actrice américaine du cinéma muet née le 25 mai 1893 à St. Louis, Missouri, (États-Unis) et morte le 17 février 1959 d'un arrêt cardiaque à Hollywood.

## Biographie
Elle devint une star au début de l'ère du cinéma muet. Elle tourna son premier film en 1915, après une brève expérience en tant que danseuse dans des vaudevilles. 
Son fameux regard oblique la catalogua dans des rôles de vamp qui lui valurent une popularité passagère dans la seconde moitié des années 1910. 
Mais l'engouement pour les vamps, qui avait permis à Adams de lancer sa carrière, diminua au début des années 1920, la reléguant aux seconds rôles. Excepté un rôle non crédité dans un film Cecil B. DeMille, Le Mari de l'Indienne, en 1931, elle disparaît du monde du cinéma à partir de 1925.

## Filmographie
- 1915 : The Shooting of Dan McGrew (en)
- 1915 : After Dark
- 1915 : The Pursuing Shadow
- 1915 : Helene of the North
- 1915 : The Long Arm of the Secret Service
- 1915 : In Baby's Garden
- 1915 : Her Confession
- 1915 : An Innocent Traitor
- 1916 : Bubbles in the Glass
- 1916 : The Phantom Witness
- 1916 : A Bird of Prey
- 1916 : The Romance of the Hollow Tree
- 1916 : For Uncle Sam's Navy
- 1916 : Other People's Money
- 1916 : The Shine Girl
- 1916 : Divorce and the Daughter
- 1917 : The Vicar of Wakefield
- 1917 : Pots-and-Pans Peggy
- 1917 : The Woman and the Beast
- 1917 : The Valentine Girl
- 1917 : Hinton's Double
- 1917 : The Streets of Illusion
- 1917 : The Customary Two Weeks
- 1917 : Baby Mine
- 1917 : Raffles, the Amateur Cracksman
- 1918 : True Blue de Frank Lloyd : Ruth Merritt
- 1918 : Riders of the Purple Sage de Frank Lloyd : Millie
- 1919 : Restless Souls (en) de William C. Dowlan
- 1919 : Gentleman of Quality
- 1919 : The Silver Girl
- 1919 : Ceux que les dieux détruiront (Whom the Gods Would Destroy) de Frank Borzage: Elsa Clow
- 1919 : A Rogue's Romance
- 1919 : Cowardice Court de William C. Dowlan
- 1919 : La Séductrice (A Little Brother of the Rich) de Lynn Reynolds
- 1919 : Dégradation (The Brute Breaker) de Lynn Reynolds
- 1920 : Uncharted Channels d'Henry King : Sylvia Kingston
- 1920 : The Forbidden Woman
- 1920 : The Best of Luck
- 1920 : Big Happiness de Colin Campbell : June Dant
- 1920 : 813
- 1921 : The Silver Car
- 1922 : The Man from Downing Street
- 1924 : Borrowed Husbands
- 1925 : Pampered Youth
- 1931 : Le Mari de l'Indienne (The Squaw Man) de Cecil B. DeMille : non créditée
- 1941 : Une épouse modèle (Model Wife) de Leigh Jason